# دی‌اس‌ام-۵
راهنمای تشخیصی و آماری اختلالات روانی (به انگلیسی: Diagnostic and Statistical Manual of Mental Disorders) (و یا به اختصار DSM-5)، به‌روزرسانی شده در سال ۲۰۱۳ ویرایش پنجم راهنمای تشخیصی و آماری اختلال‌های روانی است که توسط انجمن روانپزشکی آمریکا (APA) منتشر شده است.
در سال ۲۰۲۲ نسخه اصلاح‌شده DSM-5 به اسم  DSM-5-TR منتشر شد. در ایالات متحده DSM به عنوان مرجع اصلی برای تشخیص‌های روانپزشکی عمل می‌کند.
DSM-5 یک بازنگری اساسی از DSM-IV-TR نیست، اما این دو تفاوت‌های قابل توجهی دارند. تغییرات در DSM-5 شامل مفهوم‌سازی مجدد سندرم آسپرگر از یک اختلال متمایز به یک اختلال طیف اوتیسم؛ حذف زیرگروه‌های اسکیزوفرنی؛ حذف «محرومیت از سوگ» برای اختلالات افسردگی؛ تغییر نام و مفهوم سازی مجدد اختلال هویت جنسی به اختلال هویت جنسیتی؛ گنجاندن اختلال پرخوری به عنوان یک اختلال خوردن مجزا؛ تغییر نام و مفهوم‌ سازی مجدد انحرافات جنسی (پارافیلیا)، که اکنون اختلالات انحراف جنسی نامیده می‌شوند؛ حذف سیستم پنج محوری؛ و تقسیم اختلالاتی که در غیر این صورت به سایر اختلالات مشخص شده و اختلالات نامشخص مشخص نشده‌اند می‌شود.

## بخش‌ها و فصول دی‌اس‌ام-۵
- مقدمه و مفاهیم اساسی (این بخش به معرفی تاریخچه آن، نحوه استفاده از راهنما و مفاهیم پایه‌ای مانند تشخیص، طبقه‌بندی و ارزیابی می‌پردازد)
- اختلالات عصبی-رشدی (اختلالاتی مانند بیش‌فعالی (ADHD)، اختلال طیف اوتیسم و اختلالات یادگیری)
- اختلالات طیف اسکیزوفرنی و سایر اختلالات سایکوتیک (اختلالات روان‌پریشی مانند اسکیزوفرنی، اختلال هذیان و اختلال روان‌ پریشی گذرا)
- اختلالات دوقطبی و مرتبط (اختلال دوقطبی نوع یک و دو، اختلال خلق ادواری و اختلالات مرتبط با خلق)
- اختلالات افسردگی (اختلال افسردگی اساسی، اختلال افسردگی مداوم  و سایر اختلالات افسردگی)
- اختلالات اضطرابی (ااختلال اضطراب فراگیر، پنیک، اختلال اضطراب اجتماعی و سایر اختلالات اضطرابی)
- اختلال وسواس فکری-عملی و اختلالات مرتبط (اختلال وسواس فکری-عملی، اختلال بدریخت انگاری و سایر اختلالات مرتبط)
- اختلالات مرتبط با تروما و استرس (اختلال استرس پس از سانحه، اختلال سازگاری، اختلال سوگ طولانی مدت و سایر اختلالات مرتبط)
- اختلالات تجزیه‌ای (اختلال تجزیه هویت، فرار تجزیه‌ای و سایر اختلالات تجزیه‌ای)
- ختلالات سمپتوم جسمانی و اختلالات مرتبط (اختلال سمپتوم جسمانی، اختلال اضطراب بیماری و سایر اختلالات مرتبط)
- اختلالات خوردن و تغذیه (بی‌اشتهایی عصبی، پرخوری عصبی و سایر اختلالات خوردن)
- اختلالات دفع (اختلال شب ادراری، اختلال دفع مدفوع و سایر اختلالات دفع)
- اختلالات خواب-بیداری (بی‌خوابی، پرخوابی و سایر اختلالات خواب)
- اختلالات جنسی و اختلالات مرتبط با جنسیت (اختلال عملکرد جنسی، اختلال هویت جنسی و سایر اختلالات مرتبط)
- اختلالات تخریب‌کننده، کنترل تکانه و سلوک (اختلال نافرمانی مقابله‌ای، اختلال انفجاری متناوب، اختلال سلوک و سایر اختلالات مرتبط)
- ختلالات مرتبط با مواد و اعتیاد (اختلالات مرتبط با الکل، مواد مخدر و سایر مواد اعتیادآور)
- اختلالات عصبی-شناختی (دلیریوم، اختلال عصبی-شناختی عمده و خفیف)
- اختلالات شخصیت (اختلالات شخصیت مرزی، اختلال شخصیت خودشیفته و سایر اختلالات شخصیت)
- سایر اختلالات روانی (این بخش شامل اختلالات روانی که در سایر بخش‌ها قرار نمی‌گیرند می‌شود)

## دی‌اس‌ام-۵-ویرایش شده
نسخه ویرایش شده از DSM-5 که با عنوان DSM-5-TR نامگذاری شد در ۱۸ مارس ۲۰۲۲ توسط انجمن روانپزشکی آمریکا منتشر شد که معیارهای تشخیصی و کدهای آی‌سی‌دی-۱۰-سی‌ام را به‌روزرسانی می‌کرد. در این نسخه اختلال سوگ طولانی‌مدت، اختلال خلقی نامشخص و اختلال عصبی-شناختی خفیف ناشی از محرک به کتاب اضافه شد.

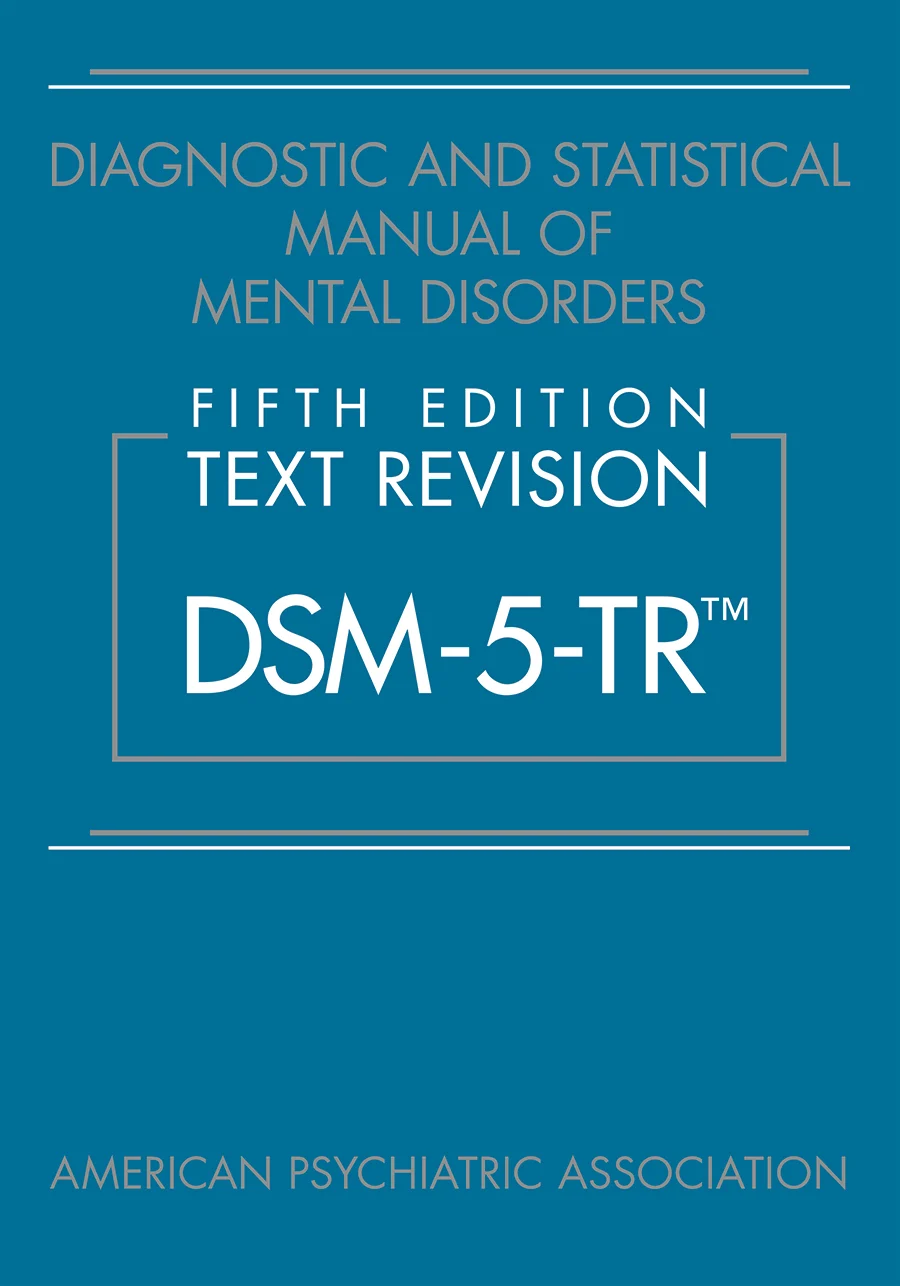

سه گروه بررسی در زمینه‌های جنس و جنسیت، فرهنگ و خودکشی، به همراه یک «گروه کاری برابری قومی-نژادی و شمول» در ایجاد DSM-5-TR مشارکت داشتند که منجر به ایجاد بخش‌های اضافی برای هر اختلال روانی در مورد جنس و جنسیت، تنوع نژادی و فرهنگی و اضافه کردن کدهای تشخیصی برای مشخص کردن سطوح خودکشی و خودآزاری غیر خودکشی برای اختلالات روانی شد.

## رشد و توسعه
در سال ۲۰۰۰، کنفرانس پژوهش و برنامه‌ریزی DSM-5 به‌طور مشترک توسط انجمن روان‌پزشکی آمریکا و مؤسسه ملی سلامت روان (NIMH)، جهت تعیین اولویت‌های پژوهشی برگزار شد. گروه‌های کاری برنامه‌ریزی و تحقیقات، مقالات مورد نیاز این پژوهش را برای اطلاع‌رسانی و شکل‌دادن به DSM-5 تولید کردند و نتیجه کار را به همراه توصیه‌ها در مقاله‌ای به APA گزارش دادند. گروه‌های کاری به شش گروه تقسیم شدند که در واقع هر گروه برای تمرکز بر یک موضوع گسترده به وجود آمد. این موضوعات به شرح زیر می‌باشند:
- فهرست واژه‌ها، اختصارات و اصطلاحات
- علوم اعصاب و ژنتیک
- تشخیص و مسائل مربوط به رشد
- شخصیت و ارتباط آن با اختلالات
- معلولیت و اختلالات روانی
- مسائل میان فرهنگی

در ادامهٔ این موضوعات در سال ۲۰۰۴ سه مقاله ی، مسائل مربوط به جنسیت، مسائل تشخیصی در جمعیت سالمندان و اختلالات روانی در کودکان و خردسالان نیز صورت گرفت. همچنین یک سری همایش برای جمع‌آوری مطالب و ایجاد توصیه‌ها، نظریه‌ها و پیشنهادهای مربوط به مسائل و اختلالات خاص، صورت گرفت.
انجمن روان‌پزشکی آمریکا در تاریخ ۲۳ ژوئیه سال ۲۰۰۷، اعلام کرد که با شدت عمل نظارت همه‌جانبه بر توسعه DSM-5 را خواهد کرد؛ لذا گروهی متشکل از ۲۷ عضو که شامل دانشمندان تحقیقات رشته روان‌پزشکی و دیگر رشته‌ها، ارائه دهندگان بالینی، حامیان خانواده و مصرف‌کنندگان گردآوری شد.
از تغییرات عمده و انقلابی در DSM-5، می‌توان از موارد زیر نام برد:
1. حذف اختلال یا سندرومِ آسپرگر، اختلال تجزیهٔ کودکی، اختلال اوتیسم، و قرار گرفتن همهٔ آن‌ها زیر چتر اختلال طیف اوتیسم. ( اختلال رت را شامل نمیشود)
2. حذف معیار هوش یا IQ برای طبقه‌بندی معلولیت ذهنی و استفاده از میزان نیاز به حمایت به عنوان معیار اصلی برای طبقه‌بندی.
3. اضافه شدن بعضی اختلالات جدید، مثل اختلال احتکار، اختلال قمار، اختلال نامنظمی خُلقی.
4. حذف سوءمصرف و وابستگی به مواد و جایگزین شدن آن‌ها با اعتیاد به مواد.
5. حذف همجنس‌گرایی از دایره بیماریها و اختلالات روان